# Terminal Portones
La Terminal Portones es una terminal de transporte urbano de Montevideo ubicada dentro del predio de Portones Shopping,  en la intersección de Avenida Italia, Avenida Bolivia y Avenida Doctora Saldún de Rodríguez.
Fue inaugurada en el año 2004. En la actualidad se está trabajando para trasladarla debido a su escaso espacio, acotado y sin posibilidades de crecimiento. El plan no sólo consiste en reubicarla, sino también transformarla en una terminal de trasbordo de pasajeros, que incluya a las líneas suburbanas (actualmente es para líneas urbanas) del corredor Avenida Italia, provenientes del este del territorio metropolitano.

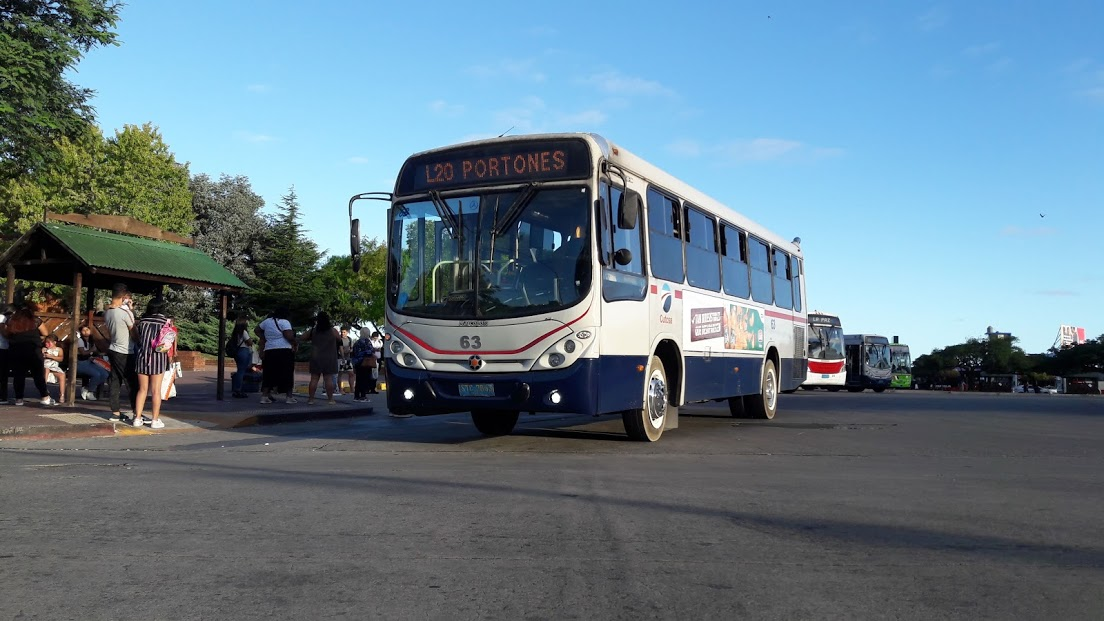
Omnibus de la terminal, se ve atrás la terminal.

## Líneas
Líneas urbanas que integran el Sistema de Transporte Metropolitano  y que utilizan la terminal como destino:
- 2: Sanatorio Saint Bois / Lezica / Terminal Colón
- 21: Plaza Independencia
- 60: Plaza Independencia
- 64: Tres Cruces / Plaza Independencia
- 151: Verdisol / Complejo América
- 370: Playa del Cerro
- 407: Plaza España
- 427: U.A.M.
- 546: Belvedere
- G: La Paz Terminal Colón
- L20: Bañado de Carrasco

### Intercambio (trasbordo)
- 105: Plaza Independencia < Terminal Portones > Parque Roosevelt.
- 112: Plaza España < Terminal Portones > Punta Gorda.